# Étreval
Étreval là một xã của tỉnh Meurthe-et-Moselle, thuộc vùng Lorraine, đông bắc nước Pháp. Xã này nằm ở khu vực có độ cao trung bình 272 mét trên mực nước biển.